# Notiobiella mariliae
Notiobiella mariliae is een insect uit de familie van de bruine gaasvliegen (Hemerobiidae), die tot de orde netvleugeligen (Neuroptera) behoort. 
Notiobiella mariliae is voor het eerst wetenschappelijk beschreven door Monserrat in 1984.